# Garnizon Baranowicze
Garnizon Baranowicze – garnizon wojskowy Rzeczypospolitej, a w okresie zaborów garnizon wojsk rosyjskich. 

## Garnizon Wojska Polskiego II RP
Prestiż miasta w okresie II Rzeczypospolitej podnosił fakt, że było ono garnizonem wojskowym. W Baranowiczach stacjonowały w nim między innymi:
- Dowództwo 20 Dywizji Piechoty (od 1 VII 1928)
- Dowództwo IX Brygady Jazdy w Baranowiczach (1921-1924)
- Dowództwo 9 Samodzielnej Brygady Kawalerii w Baranowiczach (1924-1937)
- Dowództwo Nowogródzkiej Brygady Kawalerii (1937-1939)

- 78 Pułk Piechoty[1]
- 26 Pułk Ułanów Wielkopolskich[2]
- 20 Pułk Artylerii Lekkiej
- 9 Dywizjon Artylerii Konnej
- Pułk KOP „Snów”
- 9 szwadron pionierów
- Powiatowa Komenda uzupełnień Baranowicze
- Komenda Rejonu Uzupełnień Baranowicze (1938-1939)
- Rejonowy Inspektor Koni Baranowicze
- Parafia św. Antoniego Padewskiego w Baranowiczach
- Komenda Placu Baranowicze
- Rezerwa podoficerów wałmistrzów przy Szefostwie Fortyfikacji Baranowicze[3]
- Składnica Materiału Intendenckiego Nr 22 w Baranowiczach
- Kierownictwo Rejonu Sanitarnego Baranowicze
- Szpital Rejonowy Baranowicze (do VII 1924) → Szp. Rej. Słonim
- Garnizonowa Izba Chorych Baranowicze (VII 1924 – 1939)
- Wojskowy Sąd Rejonowy Baranowicze

### Obsada personalna komendy placu
Obsada personalna Komendy Placu Baranowicze w marcu 1939:
- komendant placu – kpt. adm. (piech.) Mieczysław I Wierzbicki
- referent mobilizacyjny i OPL – kpt. adm. Otto Schmidt